# Martinikirche (Ilversgehofen)

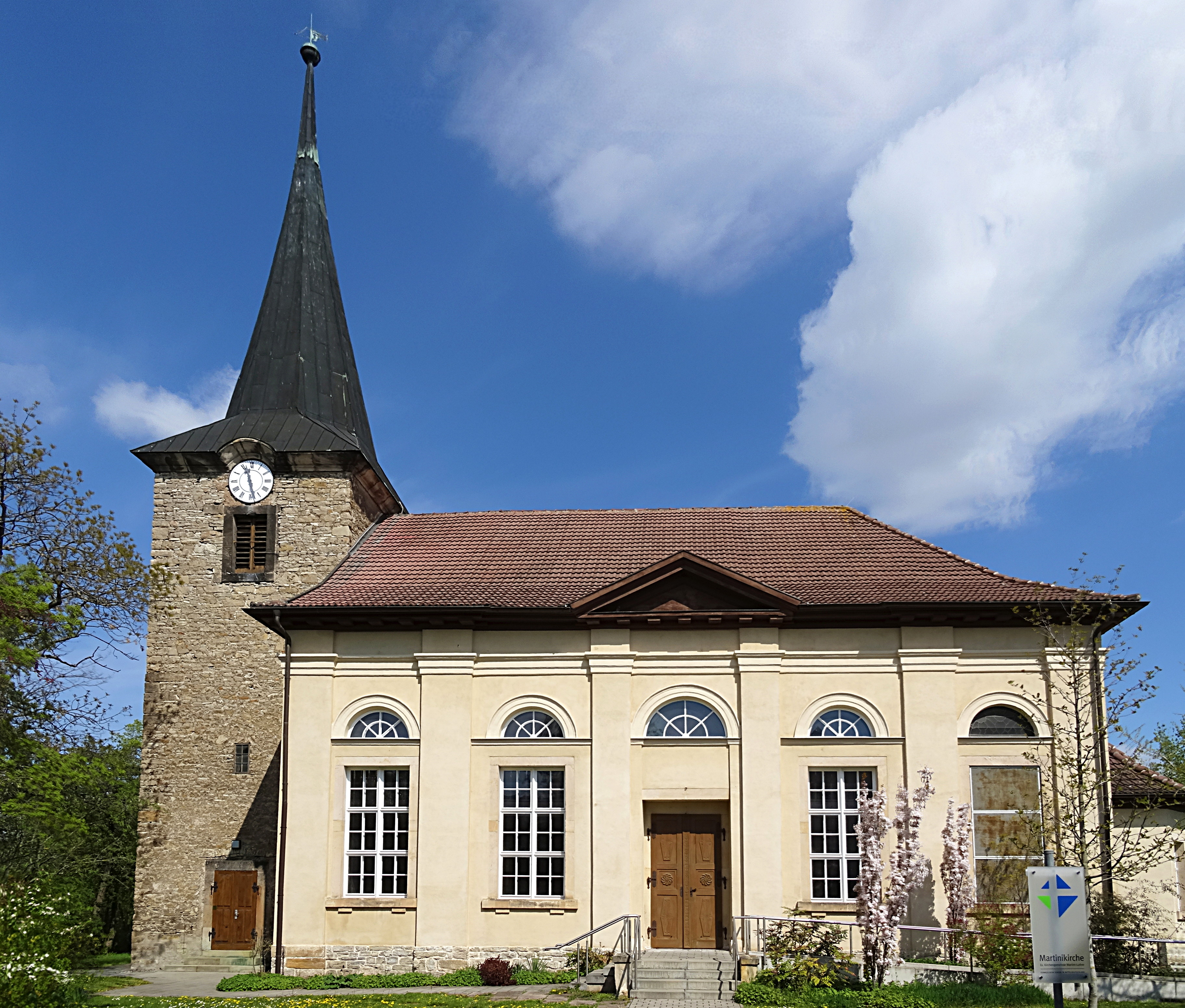
Die Martinikirche (2021)

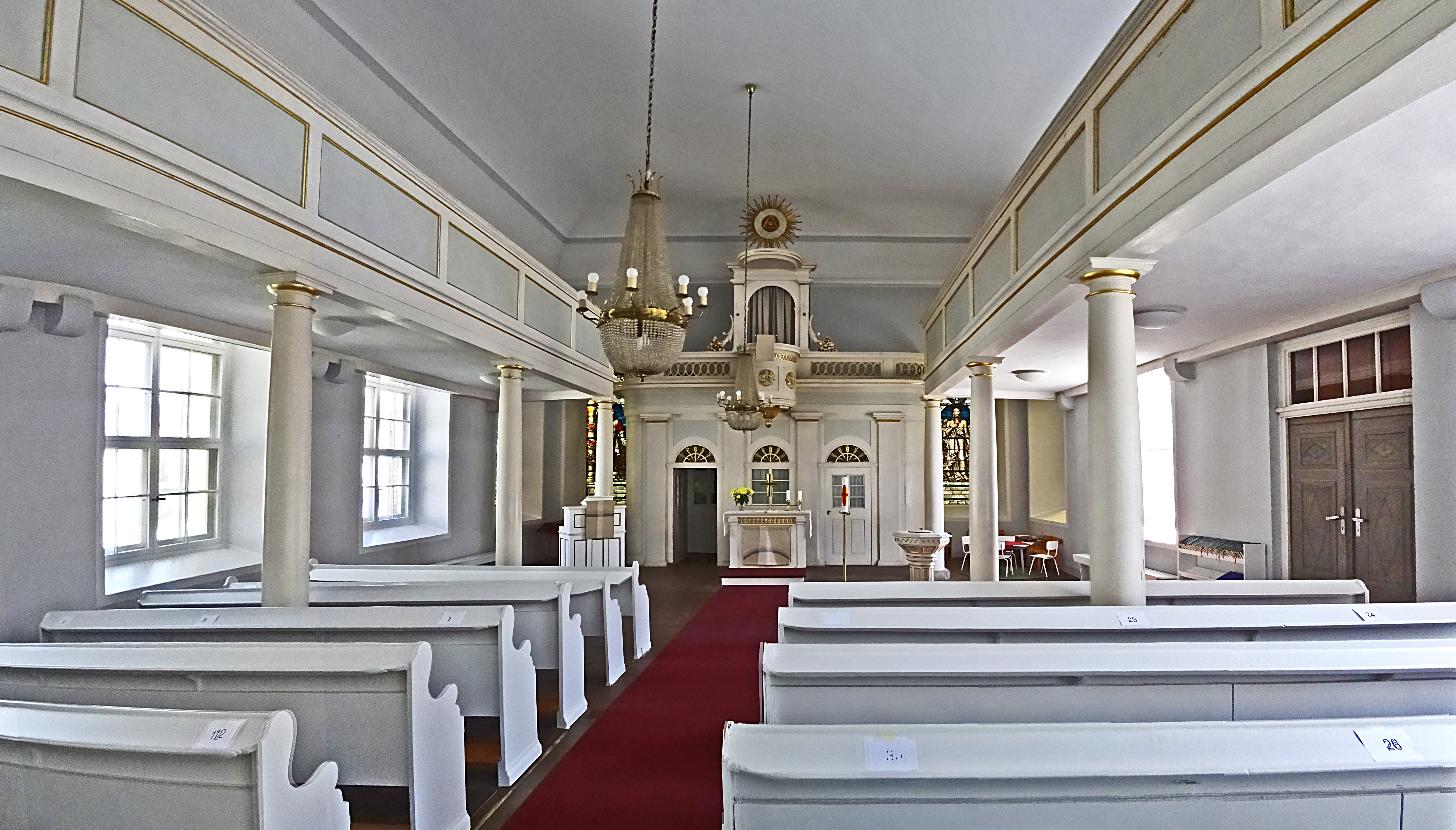
Blick zum Kanzelaltar

Die Martinikirche ist eine evangelische Kirche im Erfurter Stadtteil Ilversgehofen. Dabei handelt es sich um die Dorfkirche des später industriell geprägten Vororts. 

## Geschichte
Erstmals erwähnt wurde eine Kirche in Ilversgehofen im Jahr 1145. 1362 wurde die Kirche des Dorfs zur eigenständigen Pfarrei erhoben. 
Die Dorfkirche wurde zwischen 1456 und 1466 im gotischen Stil errichtet. Im Dreißigjährigen Krieg wurde sie zerstört, anschließend bis 1664 wiederaufgebaut. Die nächste Zerstörung erfolgte 1813 während des Rückzugs und der Verfolgung Napoléons nach seiner Niederlage in der Völkerschlacht bei Leipzig. So wurde zwischen 1818 und 1821 an den noch vorhandenen Turm ein klassizistisches Kirchenschiff angebaut, das bis heute besteht. 
Die Kirche war den Heiligen Markus und Nikolaus geweiht, ihren heutigen Patron erhielt sie erst durch einen Irrtum bei der Erstellung der preußischen Gottesdienstordnung 1824, in der man sie versehentlich als Martinikirche festschrieb, was in der Folgezeit übernommen wurde.
Im Jahr 2001 schlossen sich die Gemeinde der Martinikirche und die Gemeinde der Lutherkirche zu einer neuen Gemeinde zusammen.

## Orgel

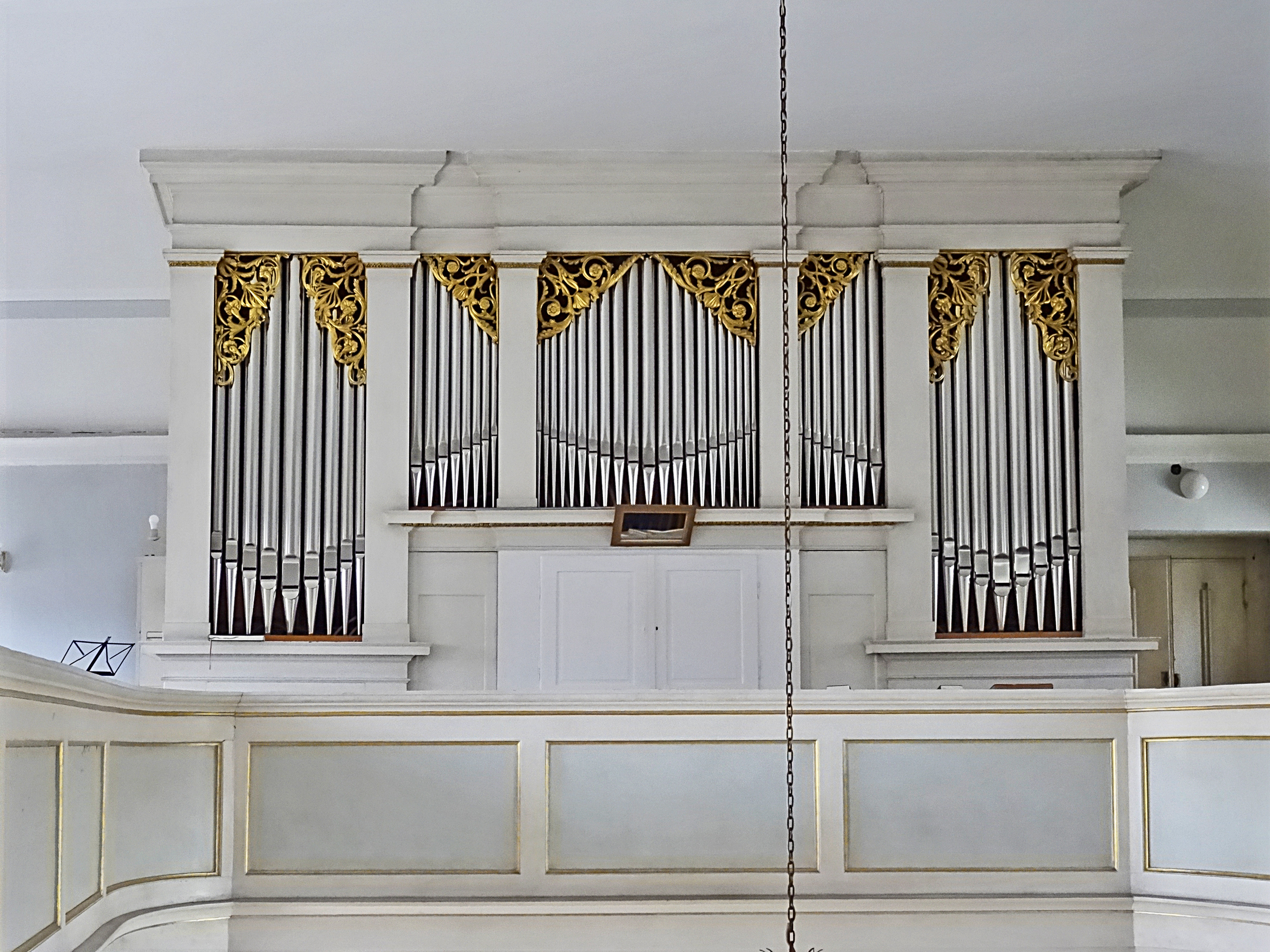
Hesse-Orgel

Die Orgel der Martinikirche stammt aus dem Jahr 1838 und wurde von den Orgelbauern Gebrüder Hesse in Dachwig erbaut. Das mechanische Schleifladen-Instrument hat 19 Register auf zwei Manualen und Pedal. Es wurde 2009 durch die Orgelbauwerkstatt Rösel & Hercher in Saalfeld umfassend überarbeitet, wobei die Spielanlage erneuert wurde
| I Hauptwerk C–f3 |            |        |
| 1.               | Principal  | 8′     |
| 2.               | Bordun     | 8′     |
| 3.               | Octave     | 4′     |
| 4.               | Nachthorn  | 4′     |
| 5.               | Quinte     | 2 ⁄3′  |
| 6.               | Waldflöte  | 2′     |
| 7.               | Terzian II | 1 3⁄5′ |
| 8.               | Mixtur IV  |        |
| 9.               | Trompete   | 8′     |

| II Oberwerk C–f3 |             |       |
| 10.              | Principal   | 4′    |
| 11.              | Gedackt     | 8′    |
| 12.              | Spitzflöte  | 3′    |
| 13.              | Octave      | 2′    |
| 14.              | Spitzquinte | 1 ⁄3′ |
| 15.              | Cymbel      | 3′    |

| Pedal C–d1 |               |     |
| 16.        | Subbaß        | 16′ |
| 17.        | Principal     | 8′  |
| 18.        | Koppelflöte   | 4′  |
| 19.        | (vorbereitet) | 2′  |